# 中央军委国防动员部民兵预备役局
中央军委国防动员部民兵预备役局，位于北京市，是中央军事委员会国防动员部下属局，负责民兵预备役工作。

## 沿革
2016年改革前，中国人民解放军总参谋部作战部下设中国人民解放军总参谋部作战部民兵预备役局。
在深化国防和军队改革中，2016年1月组建中央军事委员会国防动员部。中央军委国防动员部新设中央军委国防动员部民兵预备役局。王文清出任第一任局长。

## 历任局长
| 中央军委国防动员部民兵预备役局局长 - 王文清 少将（2016年—2018年6月） - 楊吉貴 少将（2018年6月一） - 酈斌 少将 | 中央军委国防动员部民兵预备役局副局长 - 孙从军（2016年—） - 白晓东（2016年—） - 王永盛 |